# Admiralty House
L'Admiralty House, a Londres, fou dissenyada per Robert Taylor i el seu protegit Samuel Pepys Cockerell i inaugurada el 1786. Construïda a instàncies de l'almirall Lord Howe, First Lord of the Admiralty el 1782-83, era la residència oficial dels primers Lords de l'almirallat fins al 1964, i també ha estat la casa de diversos primers ministres britànics mentre es renovava 10 Downing Street. El president John F. Kennedy hi assistí en una reunió amb el primer ministre Harold Macmillan el 1962 per parlar de la reacció dels aliats a l'amenaça comunista.